# George FitzClarence, Bá tước thứ 1 xứ Munster
George FitzClarence, Bá tước thứ 1 xứ Munster GCH PC FRS FRAS (tên đầy đủ: George Augustus Frederick FitzClarence; 29 tháng 1 năm 1794 – 20 tháng 3 năm 1842), là một quý tộc và quân nhân người Anh.

## Thân thế và thiếu thời

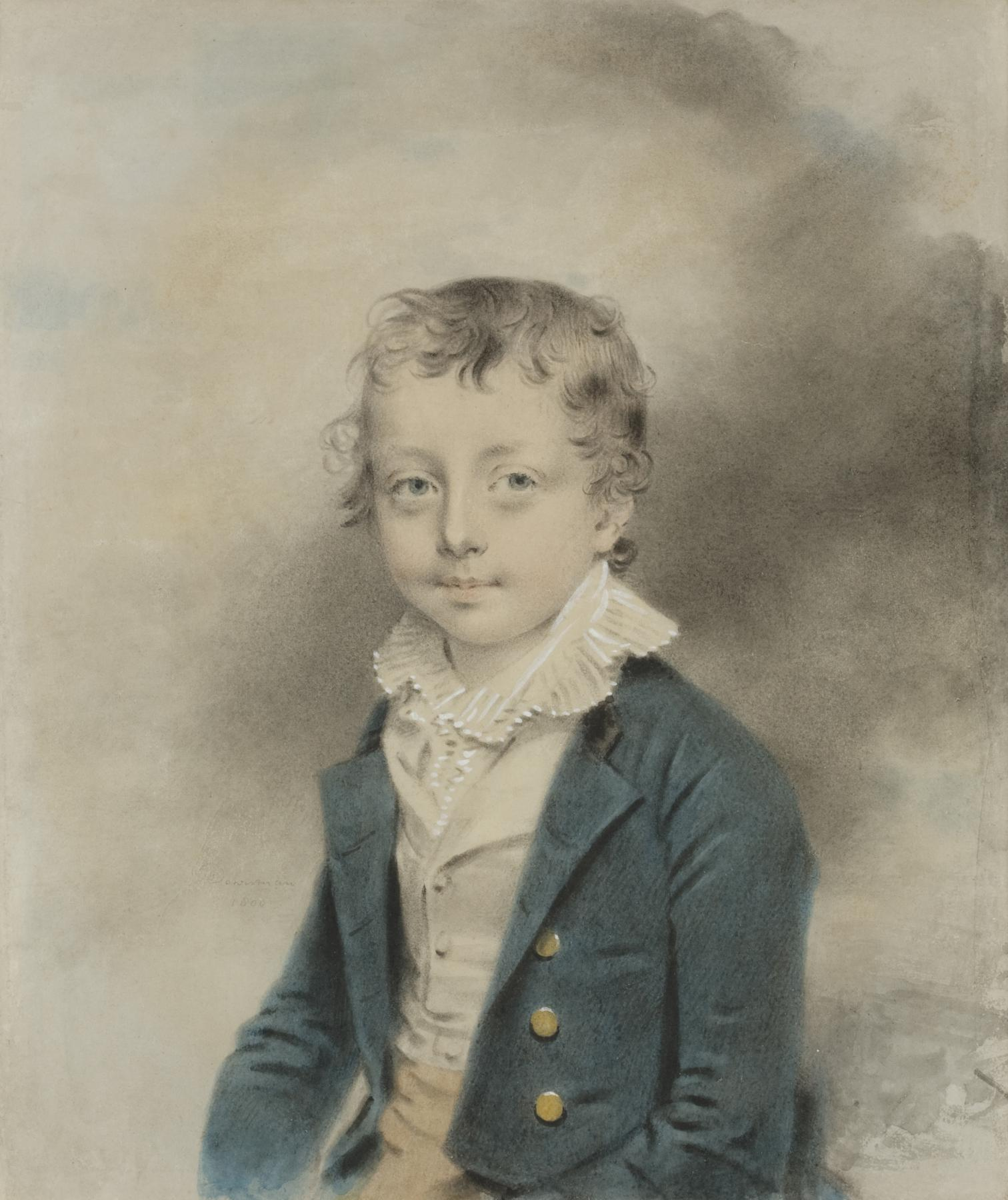
George FitzClarence khi còn bé. Họa phẩm bởi John Downman, năm 1800

George sinh vào 7 giờ sáng ngày 29 tháng 1 năm 1794 ở đường Somerset, Luân Đôn, là người con lớn nhất của William IV của Liên hiệp Anh (bấy giờ là Công tước xứ Clarence và St Andrews) và người tình lâu năm Dorothea Jordan (tên khi sinh là Dorothea Bland, danh xưng là Mrs. Jordan). Việc sinh nở khó khăn đến nỗi Dorothea đã nghĩ rằng bản thân có thể không qua khỏi. May thay, Dorothea đã nhanh chóng hồi phục sau vài ngày đau ốm và cậu bé được cha tuyên bố là "một đứa trẻ vô cùng khỏe khoắn với tình trạng sức khỏe không thể tốt hơn. Đứa trẻ được đặt tên là George Augustus Frederick, lần lượt theo tên của ông nội là George III của Liên hiệp Anh và hai người chú là Vương tử Augustus và Frederick. Một giáo sĩ đã được đưa đến để rửa tội cho đứa trẻ một cách bí mật.
George có 9 người em cùng mẹ, lần lượt là Henry, Sophia, Mary, Frederick, Elizabeth, Adolphus, Augusta, Augustus và Amelia. George còn có một người anh khác mẹ tên là William và hai người em gái khác mẹ khác (là con gái hợp pháp của William IV và Adelheid xứ Sachsen-Meiningen) là Charlotte và Elizabeth xứ Clarence. Ngoài ra, George cũng có bốn người anh chị khác cha: Một người chị tên là Frances Daly, hai người chị khác tên là Dorothea Maria và Lucy Hester Ford, còn người anh mang họ Ford thì đã qua đời từ lâu. George rất được cha mẹ yêu thương và Dorothea đã tự mình cho con bú.
Trong những ngày tháng đầu đời, George thường ở trong nhà hát, nơi mà mẹ thường biểu diễn. George cũng được cha vô cùng yêu thương, thậm chí William có thể đã quá chiều chuộng con trai lớn. Một vị khách đến Bushy đã bị tấn công dữ dội bởi George. Dorothea đã trả lời rằng chính William đã dung túng cho hành vi này của con trai. Sylvester Douglas, Nam tước Glenbervie thứ 1 đã nhận xét về tình cảm William dành cho các con rằng: "Sự quan tâm của ngài ấy dành cho các con và tình yêu thương sâu đậm ngài dành cho con chắc chắn rất đáng yêu. Công tước xứ Clarence còn từng từ chối lời mời khẩn cấp của anh trai là Thân vương xứ Wales vì con trai lớn đang chờ khám bởi bác sĩ và William muốn nghe kết quả. Sau khi cha mẹ quyết định chia tay vào năm 1811, George, cũng như các em, ít liên lạc với mẹ, khiến cho Dorothea cảm thấy bị bỏ rơi.
Được cha hướng đến việc phục vụ trong quân đội, George được giáo dục tại một trường tư ở Sunbury trước khi theo học tại trường Cao đẳng Quân đội Vương thất (tiếng Anh: Royal Military College) ở Great Marlow. Ngày 5 tháng 2 năm 1807, ở độ tuổi 13, George được bổ nhiệm chức vụ cornet thuộc trung đoàn của Thân vương xứ Wales là đoàn Hussar thứ 10. George phục vụ trong Chiến tranh Bán đảo và sau đó là ở Ấn Độ.

## Bá tước xứ Munster và mối quan hệ với cha

### Ban tước

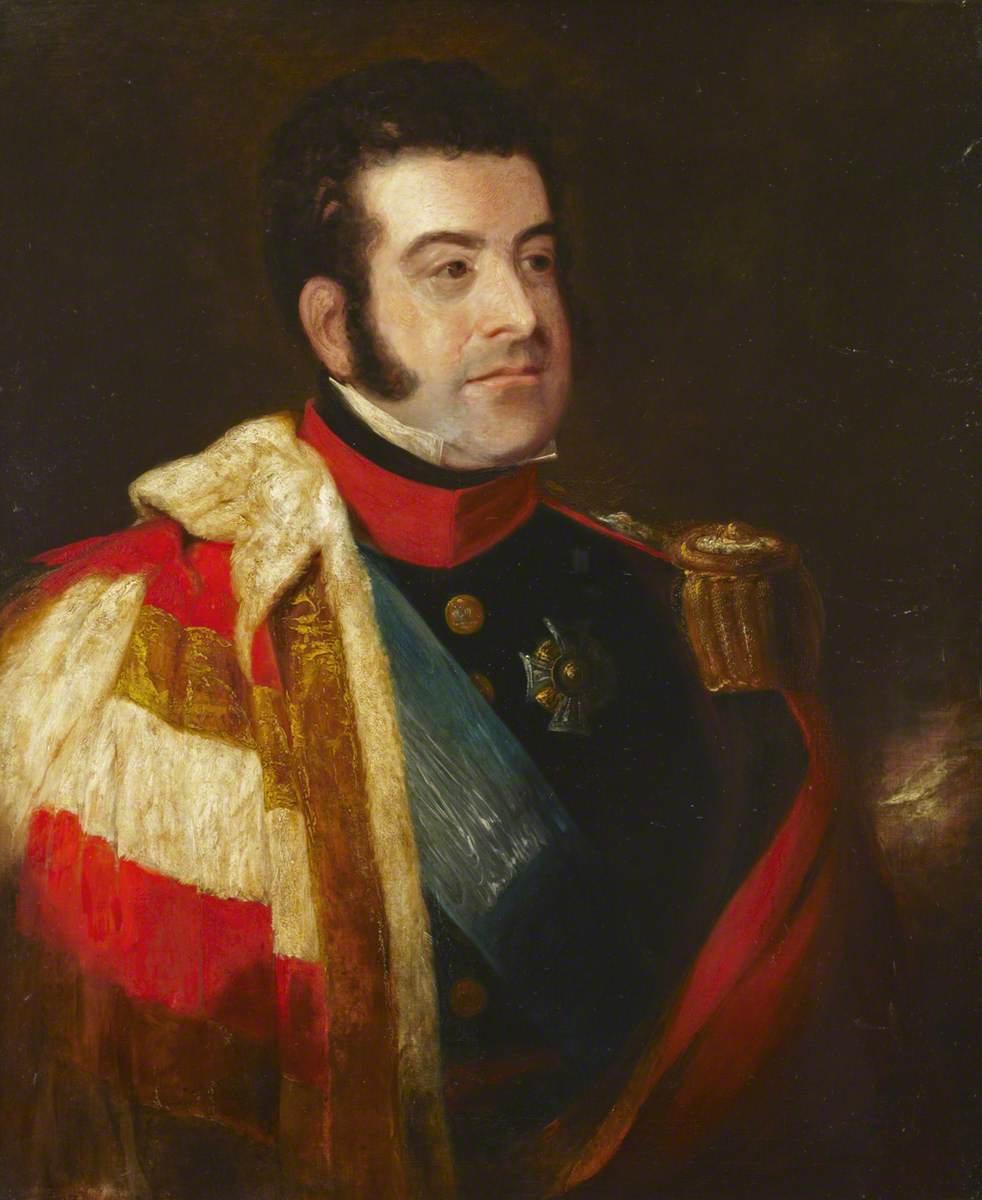
George Augustus Frederick Fitzclarence (1794–1842), Bá tước thứ 1 xứ Munster. Họa phẩm bởi James Atkinson.

Sau khi cha của George, Công tước xứ Clarence lên ngôi với trị hiệu là William IV, mối quan hệ giữa hai cha con, cũng như giữa William với các con trai khác ngày càng tệ đi. George mong muốn được phong thành công tước, giống như các con ngoại hôn của Charles II của Anh, còn các con trai thứ thì mong muốn được danh dự và trợ cấp. Charles Greville đã nhận định rằng: "Họ muốn làm sống lại thời trị vì của Charles II, thay vì kiên nhẫn chờ đợi và để cho Nhà vua làm những gì ngài có thể làm." Tháng 11 năm 1830, George cùng ba em trai Frederick, Adolphus và Augustus cùng than vãn rằng: "Chúng con đều nhận thức rõ về tình cảnh tàn nhẫn của chính mình với tư cách là những đứa con hoang, và cảm thấy một cách sâu sắc rằng dưới con mắt của Luật pháp chúng con không có danh tính và không được hưởng những quyền lợi và lợi ích mà người khác có được" và khẳng định rằng muốn "có được vị thế xứng đáng trong xã hội phù hợp với những gì chúng con mong đợi".
Hành động của bốn anh em thực tế là những hành động vô nghĩa, vì họ buộc phải chấp nhận những gì mà Quốc vương ban cho họ. Tuy nhiên, là một người cha, William IV vô cùng đau lòng và cảm thấy tội lỗi trước các con. George tiếp đến đe dọa tự tử, Frederick tuyên bố sẽ tìm một vị trí trong Hạ viện. Sự xung đột này kéo dài trong sáu tháng trước khi hai bên đạt được sự thỏa hiệp. Ngày 4 tháng 6 năm 1831, George được phong làm Bá tước xứ Munster, Tử tước FitzClarence và Nam tước Tewkesbury. Bá tước xứ Munster là tước hiệu được nắm giữ bởi cha của George trước khi lên ngôi. Ngoài ra Quốc vương cũng ban cho các người con còn lại được hưởng địa vị dành cho con của Hầu tước. Tuy nhiên, George vẫn không hài lòng. Trong mười năm tiếp theo, Bá tước xứ Munster vẫn tiếp tục đòi hỏi. Dù được đề cập là "Người con ngoại hôn yêu dấu của Ta", George và các em trai vẫn muốn được hưởng nhiều vinh danh hơn, được tiến cử và có thêm nhiều tiền hơn. Thậm chí, khi được hỏi rằng ai nên là người mang vương miện cho Quốc vương tại lễ đăng quang, George đã trả lời rằng: "Hãy để con mang vương miện của cha tại Lễ đăng quang... Liệu còn ai phù hợp hơn chính máu mủ của cha?" và đề xuất rằng Huân chương Garter sẽ là phần thưởng xứng đáng cho công việc này. Sir Herbert Taylor đã nói với Arthur Wellesley, Công tước thứ 1 xứ Wellington rằng bản thân chưa bao giờ thấy nhà vua khó chịu như thế này vì bức thư.

### Căng thẳng với cha

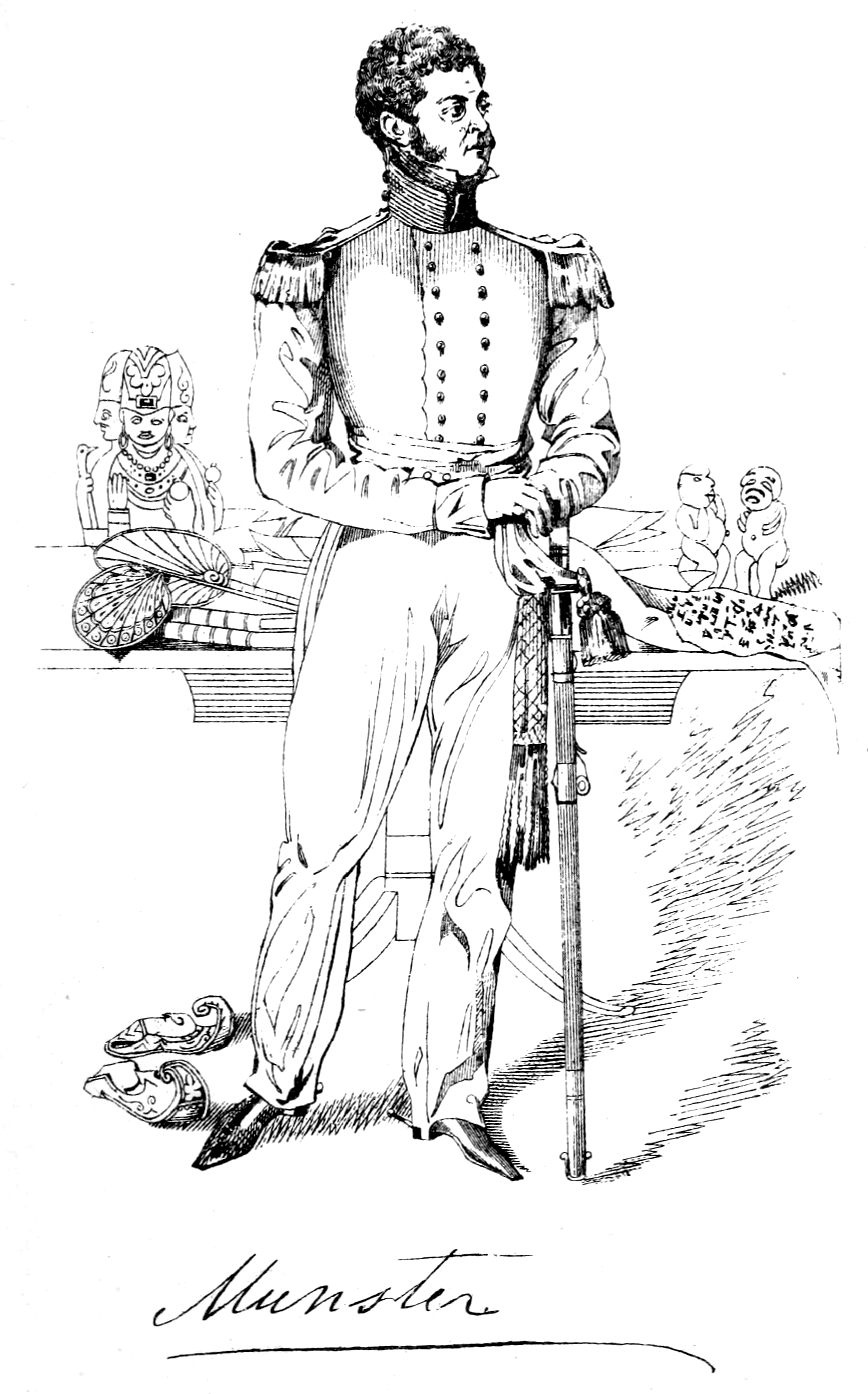
Bản Sketch chân dung của George FitzClarence, Bá tước thứ 1 xứ Munster.

George cho rằng bản thân bị đối xử bất công và những cảm xúc này đã đến đến cái chết sau này của vị Bá tước. Sau khi được bổ nhiệm vị trí Đốc quân của Tháp Tròn và Ủy viên Hội đồng Cơ mật, George đã hòa giải với vua cha nhưng không kéo dài. Mối quan hệ giữa George và vua cha ngày càng tệ đi với những cuộc cãi vã. George đổ lỗi cho cha về mọi sự và khi William IV đề nghị cho người vẽ bức chân dung cho con trai, George đã từ chối một cách khinh bỉ với lý do rằng bức chân dung ấy sẽ bị đưa vào tiệm cầm đồ. Những chuyến thăm của Bá tước xứ Munster khiến cho những người đồng cảm với nhà vua cảm thấy khó chịu.
Ngày 10 tháng 4 năm 1837, Sophia, em gái của George và là người con William IV yêu thương nhất qua đời. Điều này khiến cho nhà vua vô cùng đau buồn. Khi nhận được lá thư chia buồn từ George, nhà vua đã gửi lại một lá thư hồi đáp, cảm ơn con trai vì đã "thêm một bằng chứng cho về tấm lòng nhân hậu mà ta biết có ở nơi con và vì điều này mà ta đã luôn ghi nhận những gì con làm" và thúc giục con trai hòa giải với mình. Tuy nhiên, George đã phản hồi rằng bản thân không hề hòa giải cho đến khi bản thân cảm thấy đã được đối xử một cách phù hợp. Sau cùng, mặc cho những nỗ lực từ nhà vua cho đến khi sắp qua đời, hai cha con vẫn không thể hàn gắn mối quan hệ.

## Mối quan hệ với mẹ con Nữ vương Victoria
Ngày 20 tháng 6 năm 1837, William IV của Anh qua đời, Vương tôn nữ Alexandrina Victoria xứ Kent kế vị và trở thành tân vương với trị hiệu là Victoria. Điều này dường như xoáy sâu thêm vào nỗi đau của Bá tước xứ Munster, vì nếu cha mẹ của George kết hôn thì Bá tước xứ Munster, với tư cách là trưởng tử, sẽ kế vị ngai vàng. Khi William IV còn sống, Victoire xứ Sachsen-Coburg-Saalfeld, Công tước phu nhân xứ Kent, mẹ của Victoria luôn giữ con gái tránh xa những người con ngoại hôn của William IV. Trong một lần, khi Bà Công tước xứ Kent đang dùng bữa sáng, George đã loạng choạng bước vào phòng, Bà Công tước đã rời khỏi phòng và từ chối lời đề nghị quay trở lại của Vương hậu Adelheid. Bà Công tước xứ Kent đã dựa vào cuộc gặp tình cờ này để tránh xa Cung điện. Thậm chí, Victoire còn từng lên tiếng rằng: "Ta đã không, và sẽ không bao giờ để Victoria giao thiệp với bọn con hoang của Vương thất bằng bất cứ hình thức nào. Bọn chúng sẽ chết cùng nhà vua; nếu ta không giữ lấy lằn ranh này thì làm sao có thể dạy cho Victoria nhận biết được sự khác biệt giữa sự Suy đồi và Đức hạnh?". So với mẹ, Nữ vương Victoria lại có thái độ cởi mở hơn và George được giữ nguyên các chức vụ của mình. Như đã làm với cha, George thường thúc ép người em họ giúp đỡ về tài chính và ban cho mình cùng các con những chức vụ tốt.

## Chức vụ
Năm 1833, George trở thành Cố vấn Cơ mật. George được thăng lên hàm thiếu tướng trong Quân đội Anh và giữ chức Aide-de-camp cho cha là William IV từ năm 1830 đến năm 1837. George giữ chức Trung úy Tháp Luân Đôn từ năm 1831 đến năm 1833, là Đốc quân và Thống đốc Lâu đài Windsor từ năm 1833 đến năm 1842 và là Aide-de-camp của Nữ vương Victoria từ năm 1837. Bá tước cũng được bầu làm chủ tịch của Hội Vương thất Châu Á vào năm 1841 mà George vốn là một trong những thành viên đầu tiên từ năm 1824.

## Hôn nhân và hậu duệ
Ngày 18 tháng 10 năm 1819, George FitzClarence kết hôn với Mary Wyndham (29 tháng 8 năm 1792 – 3 tháng 12 năm 1842), con gái ngoài giá thú của George Wyndham, Bá tước thứ 3 xứ Egremont. Hai vợ chồng có bảy người con, trong đó có 4 con trai và 3 con gái:
- Adelaide Georgiana FitzClarence (28 tháng 8 năm 1820 – 11 tháng 10 năm 1883); không kết hôn.
- Augusta Margaret FitzClarence (29 tháng 7 năm 1822 – 5 tháng 9 năm 1846); kết hôn với Nam tước Knut Philip Bonde tại Paris năm 1844, qua đời vì sốt hậu sản ở Katrineholm, Thụy Điển, có một con gái là Ingeborg Augusta Sofia Bonde, 1846–1872).
- William George FitzClarence, Bá tước thứ 2 xứ Munster (19 tháng 5 năm 1824 – 30 tháng 4 năm 1901).
- Frederick Charles George FitzClarence (1 tháng 2 năm 1826 – 17 tháng 12 năm 1878); kết hôn với Adelaide Augusta Wilhelmine Sidney, con gái của người cô là Sophia FitzClarence; không có con.
- Mary Gertrude FitzClarence (khoảng 1832 – 1834); mất khi còn nhỏ.
- George FitzClarence (15 tháng 4 năm 1836 – 24 tháng 3 năm 1894); kết hôn với Maria Henrietta Scott, có hậu duệ, bao gồm Charles FitzClarence. Ông nội của Edward FitzClarence, Bá tước thứ 6 xứ Munster và là ông cố của Anthony FitzClarence, Bá tước thứ 7 xứ Munster (Bá tước cuối cùng).[23]
- Edward FitzClarence (8 tháng 7 năm 1837 – 23 tháng 7 năm 1855); không kết hôn, qua đời vì vết thương trong Cuộc vây hãm Sevastopol trong Chiến tranh Krym.

## Qua đời
Tối Chủ nhật ngày 20 tháng 3 năm 1842, Bá tước xứ Munster tự tử ở tuổi 48 tại nhà riêng ở đường Upper Belgrave, Belgravia, Luân Đôn. Người hầu cận đã khai rằng bản thân đã nghe thấy tiếng súng và chạy đi xem chuyện gì đã xảy ra và nhìn thấy bàn tay phải của George đã bị bắn nát. Khi được bảo sự việc xảy ra là một tai nạn, người hầu nam đã tìm kiếm sự giúp đỡ. Khi đó, George đưa súng vào họng bằng tay trái và bóp cò. Khẩu súng George dùng để tự sát là món quà từ Quốc vương George IV, bấy giờ là Thân vương xứ Wales. Lễ tang của George có sự tham dự của người mẹ kế là Adelheid xứ Sachsen-Meiningen cùng các thành viên trong gia đình. George được an táng ở Giáo xứ Thánh Mary ở Hampton.

## Nhận định
William Lamb, Tử tước Melbourne thứ 2 đã nói với Nữ vương Victoria rằng George là "một người đàn ông u sầu và bất mãn, và dường như có điều gì đó liên quan đến tình cảnh ngoài giá thú ở George đã làm méo mó lý trí và cảm xúc của cậu ta và khiến cho cậu ta không thể có được sự công bằng và hài lòng." Charles Greville đã viết về Bá tước xứ Munster trong hồi ký của mình rằng: "Cậu ta không phải là người đàn ông bất tài, nhưng lại có những nhận định sai lầm, và đã dại dột khi tranh cãi với cha, và tự tách biệt mình khỏi triều đình trong khoảng thời gian tuyệt vời hơn trong triều đại của vua cha, cậu ta đã rơi vào tình trạng tương đối bất định và thực sự khốn khó, và không thể có bất cứ sự nghi ngờ nào rằng sự thất vọng trước những kỳ vọng từ cậu ta, cùng với cuộc sống gia đình bất hạnh từ người vợ chậm chạp, tính khí thất thường, phiền muộn, đã ám ảnh tâm trí cậu ta, và dẫn đến hành động (tự tử) này. Sự kinh hoàng từ hành động này đã khơi dậy lên sự quan tâm nhất thời, nhưng cậu ta sẽ sớm bị quên lãng."
Claire Tomalin, tác giả của cuốn tiểu sử về Dorothea Philips, mẹ của Bá tước xứ Munster, cho rằng George là người đàn ông thường nghĩ về cái chết cũng như thường nghĩ về gia đình. Khi em gái Sophia qua đời, George đã viết thư cho William IV rằng: "Thần chết đã bắt đầu sự hủy diệt của hắn giữa chúng ta." Trong một thời điểm nào đó trong thập niên 1820, George và các em cùng được họa bởi George Hayter trong một căn phòng ở Bushy: họ cùng nhau đứng quây quần bức tượng bán thân của vua cha William IV, đặt trên một bệ cao và được bố trí ở vị trí giữa khung hình; ở một phía trên tường là chân dung của Dorothea, mẹ của các anh em, được họa bởi George Romney và được lật ngược lại; và đằng sau bức tượng bán thân là chân dung một cậu bé cùng những chú chó là Henry, người đã qua đời vào năm 1817. George đó gọi đó là "bức tranh gia đình vĩ đại" Cũng theo Clair Tomalin, khi George đòi hỏi cha ban cho mình tước hiệu, đất đai và tiền của, đó không chỉ đơn thuần là ham muốn quá mức về một khoản đền bù, nhưng còn là mong muốn một điều gì đó mà bản thân George không có, rằng mình bị chối bỏ khỏi một thứ gì đó - một sự vững chắc, một cảm giác được thuộc về.

## Tác phẩm
- Memoirs of the Late War: Comprising the Personal Narrative of Capt. Cooke, the History of the Campaign of 1809 in Portugal, by the Earl of Munster, and a Narrative of the Campaign of 1814 in Holland (1831); Một bản tường thuật về những trải nghiệm của George FitzClarence trong Chiến tranh Bán đảo.[29]
- Fahrasat al-kutub allatī narghabu an nabtāʻahā wa-al-masāyil allatī tuwaḍḍiḥu jins al-kutub allatī narghabu al-ḥuṣūl ʻalayhā innamā najhalu asmāyihā wa-al-masāyil fī ʻilm al-ḥarb (فهرسة الكتب التي نرغب أن نبتاعها والمسايل التي توضح جنس الكتب التي نرغب الحصول عليها انما نجهل اسمايها والمسايل في علم الحرب) (1840); về nghệ thuật chiến tranh Hồi giáo, một danh sách các nguồn tài liệu bằng tiếng Ả Rập, Ba Tư, Thổ Nhĩ Kỳ và Hindustan, biên soạn bởi Aloys Sprenger và ủy quyền bởi George FitzClarence.[30]
- Meadows of gold and mines of gems (bản dịch từ tiếng Ả Rập là "Murudj al-dhaha"; مروج الذهب), (Luân Đôn, 1841); dịch bởi Aloys Sprenger. Bản dịch tiếng Anh của bách khoa toàn thư lịch sử do học giả sống ở thế kỷ 10 thuộc Nhà Abbas là al-Masudi dành tặng cho Bá tước xứ Munster. Trong lời tựa của mình, nhà Đông phương học người Áo ghi nhận sự hỗ trợ của Bá tước trong việc hiệu đính và dịch tiếng Ả Rập sang thành ngữ tiếng Anh cũng như trong việc biên soạn các ghi chú.[31]

## Tước hiệu và nhã xưng
- Ngày 29 tháng 1 năm 1794 – Ngày 4 tháng 6 năm 1831: George FitzClarence
- Ngày 4 tháng 6 năm 1831 – Ngày 20 tháng 3 năm 1842: The Right Honourable The Earl of Munster (Quý ông rất đáng kính Bá tước xứ Munster)

## Tổ tiên
| \| \| \| \| \| \| \| \| \| \| \| \| \| \| 16. George II của Đại Anh \| \| \| \| \| \| \| \| \| \| \| \| \| \| \| \| \| \| \| \| \| \| \| \| \| \| \| \| \| \| \| \| \| \| \| \| \| \| \| \| \| \| \| \| \| \| \| \| \| \| \| \| \| \| \| \| \| \| \| \| 8. Frederick của Đại Anh \| \| \| \| \| \| \| \| \| \| \| \| \| \| \| \| \| \| \| \| \| \| \| \| \| \| \| \| \| \| \| \| \| \| \| \| \| \| \| \| \| \| \| \| \| \| \| \| \| \| \| \| \| \| \| \| \| \| \| \| \| \| \| \| \| \| \| \| \| \| \| \| 17. Caroline xứ Brandenburg-Ansbach \| \| \| \| \| \| \| \| \| \| \| \| \| \| \| \| \| \| \| \| \| \| \| \| \| \| \| \| \| \| \| \| \| \| \| \| \| \| \| \| \| \| \| \| \| \| \| \| \| \| \| \| \| \| \| \| \| \| \| \| \| \| \| \| \| \| \| \| \| \| \| \| 4. George III của Liên hiệp Anh \| \| \| \| \| \| \| \| \| \| \| \| \| \| \| \| \| \| \| \| \| \| \| \| \| \| \| \| \| \| \| \| \| \| \| \| \| \| \| \| \| \| \| \| \| \| \| \| \| \| \| \| \| \| \| \| \| \| \| \| \| \| \| \| \| \| \| \| \| \| \| \| 18. Friedrich II xứ Sachsen-Gotha-Altenburg \| \| \| \| \| \| \| \| \| \| \| \| \| \| \| \| \| \| \| \| \| \| \| \| \| \| \| \| \| \| \| \| \| \| \| \| \| \| \| \| \| \| \| \| \| \| \| \| \| \| \| \| \| \| \| \| \| \| \| \| \| \| \| \| \| \| \| \| \| \| \| \| 9. Augusta xứ Sachsen-Gotha-Altenburg \| \| \| \| \| \| \| \| \| \| \| \| \| \| \| \| \| \| \| \| \| \| \| \| \| \| \| \| \| \| \| \| \| \| \| \| \| \| \| \| \| \| \| \| \| \| \| \| \| \| \| \| \| \| \| \| \| \| \| \| \| \| \| \| \| \| \| \| \| \| \| \| 19. Magdalena Augusta xứ Anhalt-Zerbst \| \| \| \| \| \| \| \| \| \| \| \| \| \| \| \| \| \| \| \| \| \| \| \| \| \| \| \| \| \| \| \| \| \| \| \| \| \| \| \| \| \| \| \| \| \| \| \| \| \| \| \| \| \| \| \| \| \| \| \| \| \| \| \| \| \| \| \| \| \| \| \| 2. William IV của Liên hiệp Anh \| \| \| \| \| \| \| \| \| \| \| \| \| \| \| \| \| \| \| \| \| \| \| \| \| \| \| \| \| \| \| \| \| \| \| \| \| \| \| \| \| \| \| \| \| \| \| \| \| \| \| \| \| \| \| \| \| \| \| \| \| \| \| \| \| \| \| \| \| \| \| \| 20. Adolf Friedrich II xứ Mecklenburg-Strelitz \| \| \| \| \| \| \| \| \| \| \| \| \| \| \| \| \| \| \| \| \| \| \| \| \| \| \| \| \| \| \| \| \| \| \| \| \| \| \| \| \| \| \| \| \| \| \| \| \| \| \| \| \| \| \| \| \| \| \| \| \| \| \| \| \| \| \| \| \| \| \| \| 10. Karl Ludwig Friedrich xứ Mecklenburg-Strelitz \| \| \| \| \| \| \| \| \| \| \| \| \| \| \| \| \| \| \| \| \| \| \| \| \| \| \| \| \| \| \| \| \| \| \| \| \| \| \| \| \| \| \| \| \| \| \| \| \| \| \| \| \| \| \| \| \| \| \| \| \| \| \| \| \| \| \| \| \| \| \| \| 21. Christiane Emilie xứ Schwarzburg-Sondershausen \| \| \| \| \| \| \| \| \| \| \| \| \| \| \| \| \| \| \| \| \| \| \| \| \| \| \| \| \| \| \| \| \| \| \| \| \| \| \| \| \| \| \| \| \| \| \| \| \| \| \| \| \| \| \| \| \| \| \| \| \| \| \| \| \| \| \| \| \| \| \| \| 5. Charlotte xứ Mecklenburg-Strelitz \| \| \| \| \| \| \| \| \| \| \| \| \| \| \| \| \| \| \| \| \| \| \| \| \| \| \| \| \| \| \| \| \| \| \| \| \| \| \| \| \| \| \| \| \| \| \| \| \| \| \| \| \| \| \| \| \| \| \| \| \| \| \| \| \| \| \| \| \| \| \| \| 22. Ernst Friedrich I xứ Sachsen-Hildburghausen \| \| \| \| \| \| \| \| \| \| \| \| \| \| \| \| \| \| \| \| \| \| \| \| \| \| \| \| \| \| \| \| \| \| \| \| \| \| \| \| \| \| \| \| \| \| \| \| \| \| \| \| \| \| \| \| \| \| \| \| \| \| \| \| \| \| \| \| \| \| \| \| 11. Elisabeth Albertine xứ Sachsen-Hildburghausen \| \| \| \| \| \| \| \| \| \| \| \| \| \| \| \| \| \| \| \| \| \| \| \| \| \| \| \| \| \| \| \| \| \| \| \| \| \| \| \| \| \| \| \| \| \| \| \| \| \| \| \| \| \| \| \| \| \| \| \| \| \| \| \| \| \| \| \| \| \| \| \| 23. Sophia Albertine xứ Erbach-Erbach \| \| \| \| \| \| \| \| \| \| \| \| \| \| \| \| \| \| \| \| \| \| \| \| \| \| \| \| \| \| \| \| \| \| \| \| \| \| \| \| \| \| \| \| \| \| \| \| \| \| \| \| \| \| \| \| \| \| \| \| \| \| \| \| \| \| \| \| \| \| \| \| 1. George FitzClarence \| \| \| \| \| \| \| \| \| \| \| \| \| \| \| \| \| \| \| \| \| \| \| \| \| \| \| \| \| \| \| \| \| \| \| \| \| \| \| \| \| \| \| \| \| \| \| \| \| \| \| \| \| \| \| \| \| \| \| \| \| \| \| \| \| \| \| \| \| \| \| \| 24. James Bland \| \| \| \| \| \| \| \| \| \| \| \| \| \| \| \| \| \| \| \| \| \| \| \| \| \| \| \| \| \| \| \| \| \| \| \| \| \| \| \| \| \| \| \| \| \| \| \| \| \| \| \| \| \| \| \| \| \| \| \| \| \| \| \| \| \| \| \| \| \| \| \| 12. Nathaniel Bland \| \| \| \| \| \| \| \| \| \| \| \| \| \| \| \| \| \| \| \| \| \| \| \| \| \| \| \| \| \| \| \| \| \| \| \| \| \| \| \| \| \| \| \| \| \| \| \| \| \| \| \| \| \| \| \| \| \| \| \| \| \| \| \| \| \| \| \| \| \| \| \| 25. Lucy Brewster \| \| \| \| \| \| \| \| \| \| \| \| \| \| \| \| \| \| \| \| \| \| \| \| \| \| \| \| \| \| \| \| \| \| \| \| \| \| \| \| \| \| \| \| \| \| \| \| \| \| \| \| \| \| \| \| \| \| \| \| \| \| \| \| \| \| \| \| \| \| \| \| 6. Francis Bland \| \| \| \| \| \| \| \| \| \| \| \| \| \| \| \| \| \| \| \| \| \| \| \| \| \| \| \| \| \| \| \| \| \| \| \| \| \| \| \| \| \| \| \| \| \| \| \| \| \| \| \| \| \| \| \| \| \| \| \| \| \| \| \| \| \| \| \| \| \| \| \| 26. Francis Heaton \| \| \| \| \| \| \| \| \| \| \| \| \| \| \| \| \| \| \| \| \| \| \| \| \| \| \| \| \| \| \| \| \| \| \| \| \| \| \| \| \| \| \| \| \| \| \| \| \| \| \| \| \| \| \| \| \| \| \| \| \| \| \| \| \| \| \| \| \| \| \| \| 13. Elizabeth Heaton \| \| \| \| \| \| \| \| \| \| \| \| \| \| \| \| \| \| \| \| \| \| \| \| \| \| \| \| \| \| \| \| \| \| \| \| \| \| \| \| \| \| \| \| \| \| \| \| \| \| \| \| \| \| \| \| \| \| \| \| \| \| \| \| \| \| \| \| \| \| \| \| 27. Elizabeth Curtis \| \| \| \| \| \| \| \| \| \| \| \| \| \| \| \| \| \| \| \| \| \| \| \| \| \| \| \| \| \| \| \| \| \| \| \| \| \| \| \| \| \| \| \| \| \| \| \| \| \| \| \| \| \| \| \| \| \| \| \| \| \| \| \| \| \| \| \| \| \| \| \| 3. Dorothea Jordan \| \| \| \| \| \| \| \| \| \| \| \| \| \| \| \| \| \| \| \| \| \| \| \| \| \| \| \| \| \| \| \| \| \| \| \| \| \| \| \| \| \| \| \| \| \| \| \| \| \| \| \| \| \| \| \| \| \| \| \| \| \| \| \| \| \| \| \| \| \| \| \| \| \| \| \| \| \| \| \| \| \| \| \| \| \| \| \| \| \| \| \| \| \| \| \| \| \| \| \| \| \| \| \| \| \| \| \| \| \| \| \| \| \| \| \| \| \| \| \| \| \| \| \| \| \| \| \| \| \| \| \| \| \| \| \| \| \| \| \| \| \| \| \| \| \| \| \| \| \| \| \| \| \| \| \| \| \| \| \| \| \| \| \| \| \| \| \| \| \| \| \| \| \| \| \| \| \| \| \| \| \| \| \| \| \| \| \| \| \| \| \| \| \| \| \| \| \| \| \| \| \| \| \| \| \| \| \| \| \| \| \| \| \| \| \| \| \| \| \| \| \| \| \| \| \| \| \| \| \| \| \| \| \| \| \| \| \| \| \| \| \| \| \| \| \| \| \| \| \| \| \| \| \| \| \| \| \| \| \| \| \| \| \| \| \| \| \| \| \| \| \| \| \| \| \| \| \| \| \| \| \| \| \| \| \| \| \| 7. Grace Phillips \| \| \| \| \| \| \| \| \| \| \| \| \| \| \| \| \| \| \| \| \| \| \| \| \| \| \| \| \| \| \| \| \| \| \| \| \| \| \| \| \| \| \| \| \| \| \| \| \| \| \| \| |                                                    |  |  |  |  |  |  |  |  |  |  |  |                           |  |  |  |
| |                                                    |  |  |  |  |  |  |  |  |  |  |  | 16. George II của Đại Anh |  |  |  |
| |                                                    |  |  |  |  |  |  |  |  |  |  |  |                           |  |  |  |
| |                                                    |  |  |  |  |  |  |  |  |  |  |  |                           |  |  |  |
| |                                                    |  |  |  |  |  |  |  |  |  |  |  |                           |  |  |  |
| | 8. Frederick của Đại Anh                           |  |  |  |  |  |  |  |  |  |  |  |                           |  |  |  |
| |                                                    |  |  |  |  |  |  |  |  |  |  |  |                           |  |  |  |
| |                                                    |  |  |  |  |  |  |  |  |  |  |  |                           |  |  |  |
| |                                                    |  |  |  |  |  |  |  |  |  |  |  |                           |  |  |  |
| | 17. Caroline xứ Brandenburg-Ansbach                |  |  |  |  |  |  |  |  |  |  |  |                           |  |  |  |
| |                                                    |  |  |  |  |  |  |  |  |  |  |  |                           |  |  |  |
| |                                                    |  |  |  |  |  |  |  |  |  |  |  |                           |  |  |  |
| |                                                    |  |  |  |  |  |  |  |  |  |  |  |                           |  |  |  |
| | 4. George III của Liên hiệp Anh                    |  |  |  |  |  |  |  |  |  |  |  |                           |  |  |  |
| |                                                    |  |  |  |  |  |  |  |  |  |  |  |                           |  |  |  |
| |                                                    |  |  |  |  |  |  |  |  |  |  |  |                           |  |  |  |
| |                                                    |  |  |  |  |  |  |  |  |  |  |  |                           |  |  |  |
| | 18. Friedrich II xứ Sachsen-Gotha-Altenburg        |  |  |  |  |  |  |  |  |  |  |  |                           |  |  |  |
| |                                                    |  |  |  |  |  |  |  |  |  |  |  |                           |  |  |  |
| |                                                    |  |  |  |  |  |  |  |  |  |  |  |                           |  |  |  |
| |                                                    |  |  |  |  |  |  |  |  |  |  |  |                           |  |  |  |
| | 9. Augusta xứ Sachsen-Gotha-Altenburg              |  |  |  |  |  |  |  |  |  |  |  |                           |  |  |  |
| |                                                    |  |  |  |  |  |  |  |  |  |  |  |                           |  |  |  |
| |                                                    |  |  |  |  |  |  |  |  |  |  |  |                           |  |  |  |
| |                                                    |  |  |  |  |  |  |  |  |  |  |  |                           |  |  |  |
| | 19. Magdalena Augusta xứ Anhalt-Zerbst             |  |  |  |  |  |  |  |  |  |  |  |                           |  |  |  |
| |                                                    |  |  |  |  |  |  |  |  |  |  |  |                           |  |  |  |
| |                                                    |  |  |  |  |  |  |  |  |  |  |  |                           |  |  |  |
| |                                                    |  |  |  |  |  |  |  |  |  |  |  |                           |  |  |  |
| | 2. William IV của Liên hiệp Anh                    |  |  |  |  |  |  |  |  |  |  |  |                           |  |  |  |
| |                                                    |  |  |  |  |  |  |  |  |  |  |  |                           |  |  |  |
| |                                                    |  |  |  |  |  |  |  |  |  |  |  |                           |  |  |  |
| |                                                    |  |  |  |  |  |  |  |  |  |  |  |                           |  |  |  |
| | 20. Adolf Friedrich II xứ Mecklenburg-Strelitz     |  |  |  |  |  |  |  |  |  |  |  |                           |  |  |  |
| |                                                    |  |  |  |  |  |  |  |  |  |  |  |                           |  |  |  |
| |                                                    |  |  |  |  |  |  |  |  |  |  |  |                           |  |  |  |
| |                                                    |  |  |  |  |  |  |  |  |  |  |  |                           |  |  |  |
| | 10. Karl Ludwig Friedrich xứ Mecklenburg-Strelitz  |  |  |  |  |  |  |  |  |  |  |  |                           |  |  |  |
| |                                                    |  |  |  |  |  |  |  |  |  |  |  |                           |  |  |  |
| |                                                    |  |  |  |  |  |  |  |  |  |  |  |                           |  |  |  |
| |                                                    |  |  |  |  |  |  |  |  |  |  |  |                           |  |  |  |
| | 21. Christiane Emilie xứ Schwarzburg-Sondershausen |  |  |  |  |  |  |  |  |  |  |  |                           |  |  |  |
| |                                                    |  |  |  |  |  |  |  |  |  |  |  |                           |  |  |  |
| |                                                    |  |  |  |  |  |  |  |  |  |  |  |                           |  |  |  |
| |                                                    |  |  |  |  |  |  |  |  |  |  |  |                           |  |  |  |
| | 5. Charlotte xứ Mecklenburg-Strelitz               |  |  |  |  |  |  |  |  |  |  |  |                           |  |  |  |
| |                                                    |  |  |  |  |  |  |  |  |  |  |  |                           |  |  |  |
| |                                                    |  |  |  |  |  |  |  |  |  |  |  |                           |  |  |  |
| |                                                    |  |  |  |  |  |  |  |  |  |  |  |                           |  |  |  |
| | 22. Ernst Friedrich I xứ Sachsen-Hildburghausen    |  |  |  |  |  |  |  |  |  |  |  |                           |  |  |  |
| |                                                    |  |  |  |  |  |  |  |  |  |  |  |                           |  |  |  |
| |                                                    |  |  |  |  |  |  |  |  |  |  |  |                           |  |  |  |
| |                                                    |  |  |  |  |  |  |  |  |  |  |  |                           |  |  |  |
| | 11. Elisabeth Albertine xứ Sachsen-Hildburghausen  |  |  |  |  |  |  |  |  |  |  |  |                           |  |  |  |
| |                                                    |  |  |  |  |  |  |  |  |  |  |  |                           |  |  |  |
| |                                                    |  |  |  |  |  |  |  |  |  |  |  |                           |  |  |  |
| |                                                    |  |  |  |  |  |  |  |  |  |  |  |                           |  |  |  |
| | 23. Sophia Albertine xứ Erbach-Erbach              |  |  |  |  |  |  |  |  |  |  |  |                           |  |  |  |
| |                                                    |  |  |  |  |  |  |  |  |  |  |  |                           |  |  |  |
| |                                                    |  |  |  |  |  |  |  |  |  |  |  |                           |  |  |  |
| |                                                    |  |  |  |  |  |  |  |  |  |  |  |                           |  |  |  |
| | 1. George FitzClarence                             |  |  |  |  |  |  |  |  |  |  |  |                           |  |  |  |
| |                                                    |  |  |  |  |  |  |  |  |  |  |  |                           |  |  |  |
| |                                                    |  |  |  |  |  |  |  |  |  |  |  |                           |  |  |  |
| |                                                    |  |  |  |  |  |  |  |  |  |  |  |                           |  |  |  |
| | 24. James Bland                                    |  |  |  |  |  |  |  |  |  |  |  |                           |  |  |  |
| |                                                    |  |  |  |  |  |  |  |  |  |  |  |                           |  |  |  |
| |                                                    |  |  |  |  |  |  |  |  |  |  |  |                           |  |  |  |
| |                                                    |  |  |  |  |  |  |  |  |  |  |  |                           |  |  |  |
| | 12. Nathaniel Bland                                |  |  |  |  |  |  |  |  |  |  |  |                           |  |  |  |
| |                                                    |  |  |  |  |  |  |  |  |  |  |  |                           |  |  |  |
| |                                                    |  |  |  |  |  |  |  |  |  |  |  |                           |  |  |  |
| |                                                    |  |  |  |  |  |  |  |  |  |  |  |                           |  |  |  |
| | 25. Lucy Brewster                                  |  |  |  |  |  |  |  |  |  |  |  |                           |  |  |  |
| |                                                    |  |  |  |  |  |  |  |  |  |  |  |                           |  |  |  |
| |                                                    |  |  |  |  |  |  |  |  |  |  |  |                           |  |  |  |
| |                                                    |  |  |  |  |  |  |  |  |  |  |  |                           |  |  |  |
| | 6. Francis Bland                                   |  |  |  |  |  |  |  |  |  |  |  |                           |  |  |  |
| |                                                    |  |  |  |  |  |  |  |  |  |  |  |                           |  |  |  |
| |                                                    |  |  |  |  |  |  |  |  |  |  |  |                           |  |  |  |
| |                                                    |  |  |  |  |  |  |  |  |  |  |  |                           |  |  |  |
| | 26. Francis Heaton                                 |  |  |  |  |  |  |  |  |  |  |  |                           |  |  |  |
| |                                                    |  |  |  |  |  |  |  |  |  |  |  |                           |  |  |  |
| |                                                    |  |  |  |  |  |  |  |  |  |  |  |                           |  |  |  |
| |                                                    |  |  |  |  |  |  |  |  |  |  |  |                           |  |  |  |
| | 13. Elizabeth Heaton                               |  |  |  |  |  |  |  |  |  |  |  |                           |  |  |  |
| |                                                    |  |  |  |  |  |  |  |  |  |  |  |                           |  |  |  |
| |                                                    |  |  |  |  |  |  |  |  |  |  |  |                           |  |  |  |
| |                                                    |  |  |  |  |  |  |  |  |  |  |  |                           |  |  |  |
| | 27. Elizabeth Curtis                               |  |  |  |  |  |  |  |  |  |  |  |                           |  |  |  |
| |                                                    |  |  |  |  |  |  |  |  |  |  |  |                           |  |  |  |
| |                                                    |  |  |  |  |  |  |  |  |  |  |  |                           |  |  |  |
| |                                                    |  |  |  |  |  |  |  |  |  |  |  |                           |  |  |  |
| | 3. Dorothea Jordan                                 |  |  |  |  |  |  |  |  |  |  |  |                           |  |  |  |
| |                                                    |  |  |  |  |  |  |  |  |  |  |  |                           |  |  |  |
| |                                                    |  |  |  |  |  |  |  |  |  |  |  |                           |  |  |  |
| |                                                    |  |  |  |  |  |  |  |  |  |  |  |                           |  |  |  |
| |                                                    |  |  |  |  |  |  |  |  |  |  |  |                           |  |  |  |
| |                                                    |  |  |  |  |  |  |  |  |  |  |  |                           |  |  |  |
| |                                                    |  |  |  |  |  |  |  |  |  |  |  |                           |  |  |  |
| |                                                    |  |  |  |  |  |  |  |  |  |  |  |                           |  |  |  |
| |                                                    |  |  |  |  |  |  |  |  |  |  |  |                           |  |  |  |
| |                                                    |  |  |  |  |  |  |  |  |  |  |  |                           |  |  |  |
| |                                                    |  |  |  |  |  |  |  |  |  |  |  |                           |  |  |  |
| |                                                    |  |  |  |  |  |  |  |  |  |  |  |                           |  |  |  |
| |                                                    |  |  |  |  |  |  |  |  |  |  |  |                           |  |  |  |
| |                                                    |  |  |  |  |  |  |  |  |  |  |  |                           |  |  |  |
| |                                                    |  |  |  |  |  |  |  |  |  |  |  |                           |  |  |  |
| |                                                    |  |  |  |  |  |  |  |  |  |  |  |                           |  |  |  |
| | 7. Grace Phillips                                  |  |  |  |  |  |  |  |  |  |  |  |                           |  |  |  |
| |                                                    |  |  |  |  |  |  |  |  |  |  |  |                           |  |  |  |
| |                                                    |  |  |  |  |  |  |  |  |  |  |  |                           |  |  |  |